# Symmerista
Symmerista is een geslacht van vlinders van de familie tandvlinders (Notodontidae).

## Soorten
- S. albifrons Abbot & Smith, 1797
- S. canicosta Franclemont, 1946
- S. corcova Jones, 1912
- S. leucitys Franclemont, 1946
- S. odontomys Dyar, 1919
- S. sigea Schaus, 1928
- S. tlotzin Schaus, 1892